# Calceolaria caleuana
Calceolaria caleuana är en toffelblomsväxtart som beskrevs av Muñoz-Schick och A.Moreira. Calceolaria caleuana ingår i släktet toffelblommor, och familjen toffelblomsväxter. Inga underarter finns listade i Catalogue of Life.